# Patiala
Patiala è una suddivisione dell'India, classificata come municipal corporation, di 302.870 abitanti, capoluogo del distretto di Patiala e della divisione di Patiala, nello stato federato del Punjab. In base al numero di abitanti la città rientra nella classe I (da 100.000 persone in su).

## Geografia fisica
La città è situata a 30° 19' 36 N e 76° 24' 1 E e ha un'altitudine di 249 m s.l.m..

## Società

### Evoluzione demografica
Al censimento del 2001 la popolazione di Patiala assommava a 302.870 persone, delle quali 162.465 maschi e 140.405 femmine. I bambini di età inferiore o uguale ai sei anni assommavano a 29.704, dei quali 16.739 maschi e 12.965 femmine. Infine, coloro che erano in grado di saper almeno leggere e scrivere erano 232.195, dei quali 129.051 maschi e 103.144 femmine.